# Jorginho (fotbollsspelare född 1997)
Jorge Gabriel Costa Monteiro, mer känd som Jorginho, född 9 november 1997, är en portugisisk fotbollsspelare som spelar för luxemburgska Differdange 03.

## Karriär
Sommaren 2023 gick Jorginho till Differdange 03. Han blev skyttekung i Foussball Nationaldivisioun 2023/2024 med 25 mål och hjälpte Differdange att bli luxemburgska mästare under sin första säsong i klubben.

## Meriter
Differdange 03
- Luxemburgsk mästare: 2024
- Skyttekung i Foussball Nationaldivisioun 2024 (25 mål)